# 장재호 (배우)
장재호(1986년 1월 8일 ~ )는 대한민국의 배우이다.

## 출연 작품

### 드라마
| 연도 | 방송사       | 제목                     | 역할        | 비고    |
| ---- | ------------ | ------------------------ | ----------- | ------- |
| 2011 | 채널A        | 총각네 야채가게          |             | 24부작  |
| 2013 | tvN          | 빠스껫 볼                | 최태영      | 18부작  |
| 2015 | MBC 드라마넷 | 나의 유감스러운 남자친구 | IM기획 직원 | 16부작  |
| 2016 | MBC          | 좋은사람                 | 홍수혁      | 122부작 |
| 2017 | MBC          | 20세기 소년소녀          | 김태현      | 32부작  |
| 2018 | KBS2         | 파도야 파도야            | 오정훈      | 143부작 |
| 2019 | tvN          | 자백                     | 이형찬      | 16부작  |
| 2020 | SBS          | 아무도 모른다            | 최대훈      | 16부작  |
| 2020 | 채널A        | 유별나! 문셰프           | 강준수      | 16부작  |
| 2020 | MBC          | 나를 사랑한 스파이       | 김동택      | 16부작  |
| 2024 | tvN          | 내 남편과 결혼해줘       | 이재원      | 16부작  |
| 2024 | Netflix      | 오징어 게임 시즌2        | 병정 1      | 7부작   |
| 2025 | SBS          | 우리 영화                | 김민석      | 12부작  |
| 2025 | ENA          | 살롱 드 홈즈             | 박태훈      | 10부작  |

### 영화
| 연도 | 제목          | 역할    | 비고     |
| ---- | ------------- | ------- | -------- |
| 2015 | 마가렛        |         | 단편영화 |
| 2015 | 나의 알파치노 |         | 단편영화 |
| 2015 | 이상          |         | 단편영화 |
| 2015 | 누리세탁소    |         | 단편영화 |
| 2015 | 착한사람      |         | 단편영화 |
| 2015 | 인간적인 실수 |         | 단편영화 |
| 2015 | 아이          |         | 단편영화 |
| 2015 | 개미지옥      |         | 단편영화 |
| 2022 | 늑대사냥      | 조명수  | 조연     |
| 2023 | 악마들        | 김민성  | 주연     |
| 2024 | 필사의 추격   | 백 이사 | 조연     |

### 연극
- 《쥐덫》
- 《똥강리 미스터리》
- 《가스펠》
- 《포옹》
- 《비상》
- 《웰컴 투 오아시스》 - 멀티맨 역
- 《이등병의 편지》

## 연기 외 활동

### 뮤직 비디오
| 연도 | 가수   | 노래         | 비고 | 공식 유튜브 |
| ---- | ------ | ------------ | ---- | ----------- |
| 2018 | 서제이 | 〈영화처럼〉 |      | 유튜브      |

### 광고
- SK텔레콤
- MBC 홍보영상
- OB맥주 CASS

## 수상
- 2008년 익산 서동축제 서동선발대회 대상
- 2010년 코리아드라마페스티벌 뉴스타 연기자 선발대회 동상
- 2016년 제24회 대한민국문화연예대상 드라마부문 남자 신인상